# Nationale 1 1976-1977 (pallavolo femminile)
La Nationale 1 francese di pallavolo femminile 1976-1977 si è svolta tra il 1976 ed il 1977: al torneo hanno partecipato 8 squadre di club francesi e la vittoria finale è andata per la settima volta all'ASPTT Montpellier.

## Regolamento
Il campionato si è svolto in un'unica fase dove le otto squadre partecipanti hanno disputato un girone all'italiana con gare di andata e ritorno: al termine della regular season la squadra prima classificata si è laureata Campione di Francia, qualificandosi anche per la Coppa dei Campioni 1977-78, mentre le ultime tre classificate sono state retrocesse in Nationale 2; la seconda classificata si è qualificata per la Coppa delle Coppe 1977-78.

## Squadre partecipanti
- Clamart
- ASUL Lyon
- ASPTT Montpellier
- Montpellier
- Nancy
- CASO Nanterre
- CASG Paris
- Paris UC

## Torneo

### Regular season

#### Classifica
| Pos. | Squadra           | Pt | G  | V  | P  | SV | SP | Ratio | PF | PS | Ratio |
| ---- | ----------------- | -- | -- | -- | -- | -- | -- | ----- | -- | -- | ----- |
| 1.   | ASPTT Montpellier | 27 | 14 | 13 | 1  | 41 | 6  | 6.833 | -  | -  | -     |
| 2.   | ASUL Lyon         | 26 | 14 | 12 | 2  | 38 | 12 | 3.166 | -  | -  | -     |
| 3.   | Paris UC          | 25 | 14 | 11 | 5  | 35 | 22 | 1.590 | -  | -  | -     |
| 4.   | Nancy             | 21 | 14 | 7  | 7  | 28 | 26 | 1.076 | -  | -  | -     |
| 5.   | Clamart           | 20 | 14 | 6  | 8  | 25 | 27 | 0.925 | -  | -  | -     |
| 6.   | Montpellier       | 18 | 14 | 4  | 10 | 18 | 34 | 0.529 | -  | -  | -     |
| 7.   | CASG Paris        | 17 | 14 | 3  | 11 | 16 | 36 | 0.444 | -  | -  | -     |
| 8.   | CASO Nanterre     | 14 | 14 | 0  | 14 | 4  | 42 | 0.952 | -  | -  | -     |

| Campione di Francia | Retrocesse in Nationale 2 |

## Verdetti
- ASPTT Montpellier Campione di Francia 1976-77 e qualificata alla Coppa dei Campioni 1977-78.
- ASUL Lyon qualificata alla Coppa delle Coppe 1977-78.
- Montpellier,  CASG Paris e  CASO Nanterre retrocesse in Nationale 2 1977-78.